# Cappielow
Cappielow è uno stadio avente sede a Greenock, in Scozia.

## Storia
Venne costruito nel 1879 e da allora è sempre stato la sede casalinga del Greenock Morton, club militante in Scottish Professional Football League. Dal 1999 al 2002 ha ospitato il Clydebank.